# Juru
Juru là một đô thị thuộc bang Paraíba, Brasil. Đô thị này có diện tích 403,276 km², dân số năm 2007 là 9692 người, mật độ 24 người/km².